# عمر الكردي الكوراني
عمر بن عبد المحسن بن محمد كردي الكوراني (؟ - يناير 1933) (؟ - رمضان 1350) فقيه وقاضي شافعي وشاعر حجازي من أهل القرن الرابع عشر الهجري. ولد في المدينة المنورة في سنة غير معلوم في أواخر القرن الثالث عشر الهجري ونشأ بها على والده المفتي ثم درس عدة علماء منهم ألفا هاشم الغوتي، وحبيب الرحمن الكاظمي، وجعفر البرزنجي، وحسين أحمد الفيض آبادي، وفالح الظاهري، وعلي بن ضاهر الوتري. تصدر للتدريس في المسجد النبوي وهو ابن عشرين، وتولّى القضاء في المدينة في العهد الهاشمي سجالاً بينه وبين العالم الحنفي أحمد كماخي، وكانت بينهما صداقة، وتولّى الإمامة والخطابة في المسجد النبوي. طلب من الملك عبد العزيز آل سعود في سنة 1926 أن يسمح له بالخروج من الحجاز فسمح له. فسكن العراق وتوفي بها 

## نسبه
هو عمر بن عبد المحسن بن محمد، أبو الفضل الكردي الكوراني الشافعي المدني. وبيت الكوراني من بيوتات المدينة العريقة والشهيرة، ترجع أصلهم إلى إبراهيم بن حسن شهاب الدين الكردي الشهرزوري الكوراني، قدم المدينة سنة 1063 هـ مهاجرًا وأستوطنها وتزوج بها. 

## سيرته
ولد عمر بن عبد المحسن الكوراني بالمدينة المنورة في أواخر القرن الثالث الهجري. كان والده إماماً وخطيبًا توفي سنة 1337 هـ. عندما بلغ سن التعليم أدخله والده الكتّاب فحفظ القرآن وجوّده مع حفظه لبعض المتون، ثم بدأ بدارسة بعض العلوم على يد والده، ثم على خاله مأمون بري مفتي المدينة. وبعده التحق بحلقات العلمية في المسجد النبوي فدرس على عبد الجليل برادة ، تتلمذ عليه نفائس الكتب الدينية والأدبية. ثم التحق بحلقة ألفا هاشم الفوتي‌، ودرس عليه الحديث وشيئًا من التفسير وبعض فنون التراجم، ثم على حبيب الرحمن الكاظمي ودرس عليه كثيرًا من العلوم، ثم على أمين الحلواني في الروضة الشريفة ودرس عليه علوم الشرعية، ثم التحق بعد ذلك بحلقة جعفر بن إسماعيل البرزنجي مفتي الشافعية ودرس عليه الفقه الشافعي، وبعده على حسين أحمد الفيض آبادي بعض العلوم الدينية‌ ، وأخذ كذلك رواية الحديث على يد فالح الظاهري كما درس على نور الدين الوتري. ثم أمروه بالجلوس والتدريس في المسجد النبوي. 

## مهنته
لقد تصدر عمر الكردي للتدريس في المسجد النبوي وهو ابن العشرين من العمر. ثم عين في العهد الهاشمي قاضيًا وكان زميله هو أحمد كماخي وكان بينهما صداقة وأسهم الكردي بوثاقة صلته وشرف انتسابه الخاص للملك حسين. كما يقوى مركز الشيخ الكماخي بنسبته شريفه أيضًا. 

تصدر للإمامة والخطابة في المسجد النبوي ولم يكن خطيبًا تقليديًا وكان يدعي للإصلاح الديني والاجتماعي.
شهدت له مواقف اشترك فيها مع كبار الخطباء الوافدين إلى المدينة في كثير من المناسبات ونشر الكثير منها في جريدة القبلة، وكان أسلوبه يشتمل على الآيات القرآنية والأحاديث النوبية وأبيات الشعر والحكم المأثورة والأساليب البلاغية. وكان يكرم من يأتي مجلسه ويعنى به. ويحضر مجلسه كثيرًا من الأدباء والعلماء منهم: عبد الحق بن رفاقت علي وإبراهيم الاسكوبي ومحمد العمري وأحمد البرزنجي وحبيب الرحمن الكاظمي وإبراهيم بري. 

وفي عام 1344 هـ عند دخول الملك عبد العزيز إلى المدينة قابله الشيخ الكردي بوصفه أحد أعيان المدينة وطلب منه السماح بالخروج من الحجاز، فأذن له الملك عبد العزيز بذلك. فذهب الشيخ عمر الكردي إلى العراق ومكث بها حتى وفاته. 

## وفاته
توفي عمر الكردي في بغداد في رمضان 1351 هـ/ يناير 1933.

## شعره
يعد الكردي شاعرًا مبدعًا وهو في مقدمة الشعراء الحجازيين في عصره. بدأ بالنظم في سن مبكرة كهواية‌، واطلع على روائع الأدبية القديمية والحديثة، ودانت له مفردات اللغة حتى أصبح شاعرًا بارزًا. وقد لقب بشاعر الشريف الحسين . له ديوان شعر كبير طبع في ثلاث مجلدات ولكنه لم يطبع ومسيره مجهول أو مخطوط. من شعره هذه القصيدة نظمها في 12 ربيع الأول سنة 1330 هـ في عيد المولد النبي: